# Heinrich Bachmann (Politiker)

Heinrich Bachmann, Porträtfoto aus dem Reichstags-Handbuch 1934

Heinrich Bachmann (* 12. März 1903 in Gilsa; † 1945) war ein deutscher Bankkaufmann und Politiker (NSDAP). Er war im Verwaltungsrat der Mitteldeutschen Landesbank und erst Abgeordneter im Landtag von Preußen, danach von 1933 bis 1945 im Reichstag.

## Leben
Bachmann besuchte die Realschule in Bad Wildungen und arbeitete danach als Kaufmannsgehilfe. Er war in den folgenden acht Jahren erst als Bankbeamter und anschließend als kaufmännischer Angestellter bei den Leuna-Werken tätig. Er trat zum 1. April 1930 der NSDAP bei (Mitgliedsnummer 218.810) und wurde im Gau Halle-Merseburg Gaubetriebszellenobmann und Kreisvorsteher des Deutschnationalen Handlungsgehilfen-Verbandes (DHV) im Kreis Halle-Wittenberg. Außerdem war er Mitglied im Aufsichtsrat der DHV. Bachmann war Mitglied des Provinziallandtages der Provinz Sachsen. Am 30. Januar 1939 erhielt Bachmann das Goldene Parteiabzeichen der NSDAP.
Bachmann gehörte dem Landtag von Preußen 1933 für wenige Monate bis zu dessen Auflösung an und vertrat ab November 1933 den Wahlkreis 11 im Reichstag. Er war ab Mai 1933 bis 1945 Gauamtsleiter und Gauobmann der Gauwaltung Halle-Merseburg der Deutschen Arbeitsfront (DAF). Ab Januar 1935 war er Vorsitzender der Gauarbeitskammer in Halle-Merseburg und zudem Oberbereichsleiter der NSDAP. Etwa 1941 wurde er Mitglied des Verwaltungsrates der Mitteldeutschen Landesbank der Provinzen Sachsen-Thüringen-Anhalt-Magdeburg. Nach 1945 verlieren sich seine Spuren, er wurde am 25. April 1978 vom Kreisgericht Halle für tot erklärt. Als Todesjahr wurde 1945 bestimmt.